# Saint-Martin-du-Bois, Gironde
Saint-Martin-du-Bois är en kommun i departementet Gironde i regionen Nouvelle-Aquitaine i sydvästra Frankrike. Kommunen ligger i kantonen Guîtres som tillhör arrondissementet Libourne. År 2022 hade Saint-Martin-du-Bois 845 invånare.

## Befolkningsutveckling
Antalet invånare i kommunen Saint-Martin-du-Bois
Referens:INSEE